# Henri Lambotte
Henri Joseph Marie Ghislain Lambotte (Couvin, 10 december 1910 - 19 januari 2000) was een Belgisch volksvertegenwoordiger.

## Levensloop
Lambotte was een zoon van Henri Pierre Lambotte en Marie Eugénie Mahy. Hij trouwde in 1935 met Elisabeth Dethise (1908-1967) en ze hadden vier kinderen. Hij hertrouwde met Tessa Larsimont.
Hij promoveerde tot doctor in de rechten.
Hij werd in 1938 gemeenteraadslid van Couvin. In 1939 werd hij verkozen tot katholiek volksvertegenwoordiger voor het arrondissement Dinant-Philippeville en vervulde dit mandaat tot in 1958.

## Publicatie
- Synthèse de la répression, in: Revue générale de Belgique, 1947.